# Puerto de Santiago (Santiago del Teide)
Puerto de Santiago es una de las entidades de población que conforman el municipio de Santiago del Teide, en la isla de Tenerife, Canarias, España.
Es el núcleo de población más habitado del municipio.

## Geografía
Se trata de una localidad costera ubicada a unos catorce kilómetros del casco urbano de Santiago del Teide, alcanzando una altitud media de 57 m s. n. m.
Situada en la costa, aprovechando una reducida cala protegida por un pequeño espigón ganado al mar por una colada, era uno de los refugios naturales más importantes de la costa oeste de la isla. En los últimos años se ha convertido en uno de los más atrayentes núcleos turísticos de Tenerife, muy relacionado con los Acantilados de Los Gigantes y la playa de la Arena.
La localidad cuenta con una tenencia de alcaldía, oficinas de turismo y de información al consumidor, numerosos hoteles y apartamentos turísticos, el centro de educación infantil y primaria CEIP José Esquivel, una iglesia parroquial, farmacias, diversos comercios y centros comerciales, bares y restaurantes, plazas y parques públicos, parques infantiles, un museo del pescador, una biblioteca pública, oficina de Correos, ludoteca pública, una escuela infantil, un consultorio médico, un campo municipal de fútbol y un complejo deportivo. También cuenta con una comisaría de la policía local y con un cuerpo de bomberos.
También cuenta con un pequeño puerto pesquero.

## Demografía
| Año        | 2000  | 2005  | 2010  | 2015  | 2020  |
| ---------- | ----- | ----- | ----- | ----- | ----- |
| Habitantes | 3 491 | 4 729 | 5 413 | 4 926 | 5 566 |

## Comunicaciones
Se llega al barrio a través de la carretera TF-47.

### Transporte público
La localidad cuenta con varias paradas de taxi.
En autobús ―guagua― queda conectada mediante las siguientes líneas de TITSA:
| Línea | Trayecto                                                     | Recorrido     |
| ----- | ------------------------------------------------------------ | ------------- |
| 325   | Puerto de la Cruz - Icod - Los Gigantes                      | Horario/Línea |
| 461   | Arguayo - Acantilado de Los Gigantes                         | Horario/Línea |
| 462   | Guía de Isora - Valle Santiago - Los Gigantes                | Horario/Línea |
| 473   | Los Cristianos - Costa Adeje - Callao Salvaje - Los Gigantes | Horario/Línea |
| 477   | Costa Adeje - Los Gigantes (directo)                         | Horario/Línea |
| 493   | Guía de Isora - Los Gigantes (por TF-463)                    | Horario/Línea |
| 494   | Guía de Isora - Los Gigantes (por Piedra Hincada)            | Horario/Línea |

## Lugares de interés
- Playa de la Arena
- Museo del Pescador

## Galería

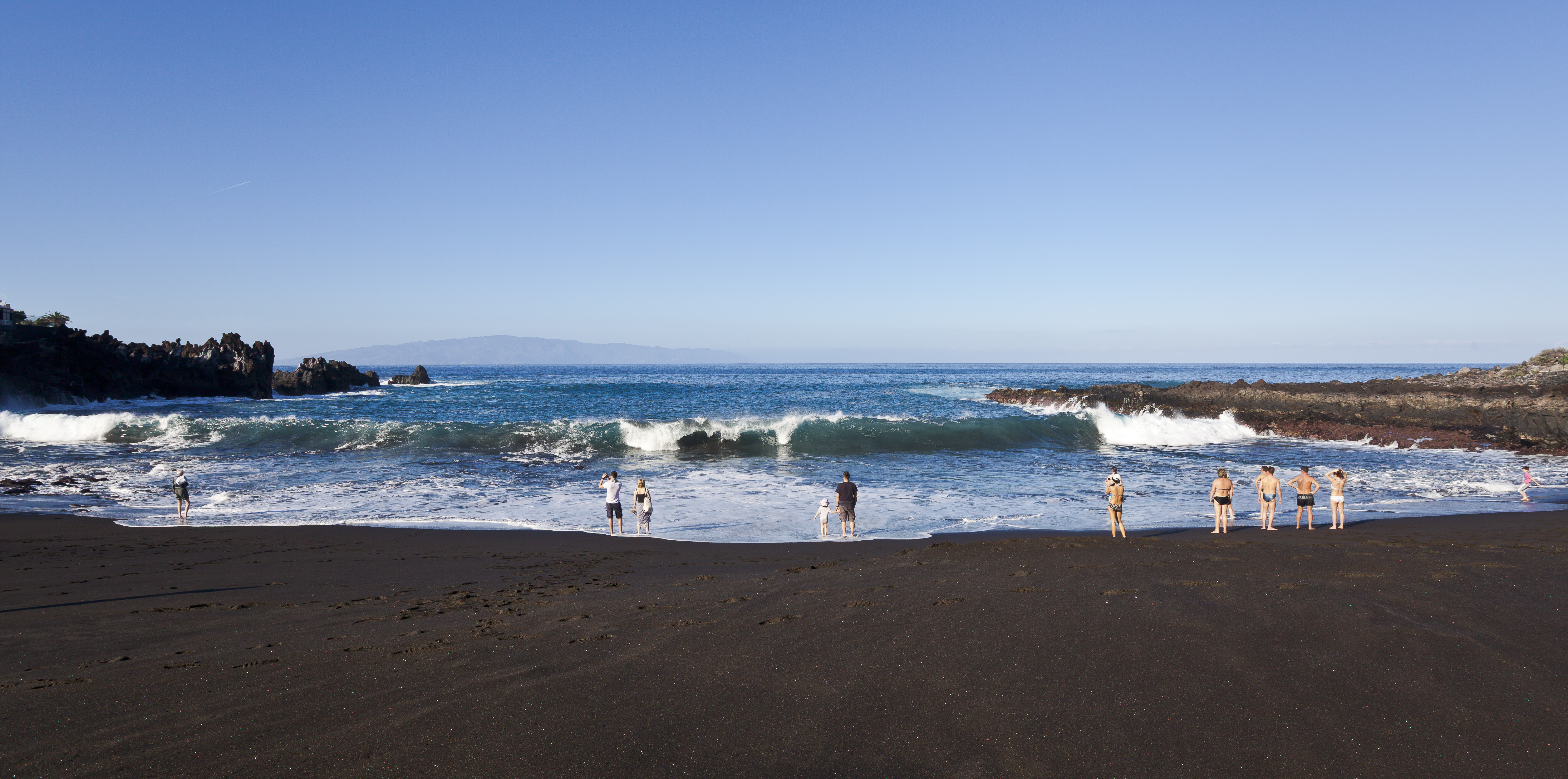
Playa.
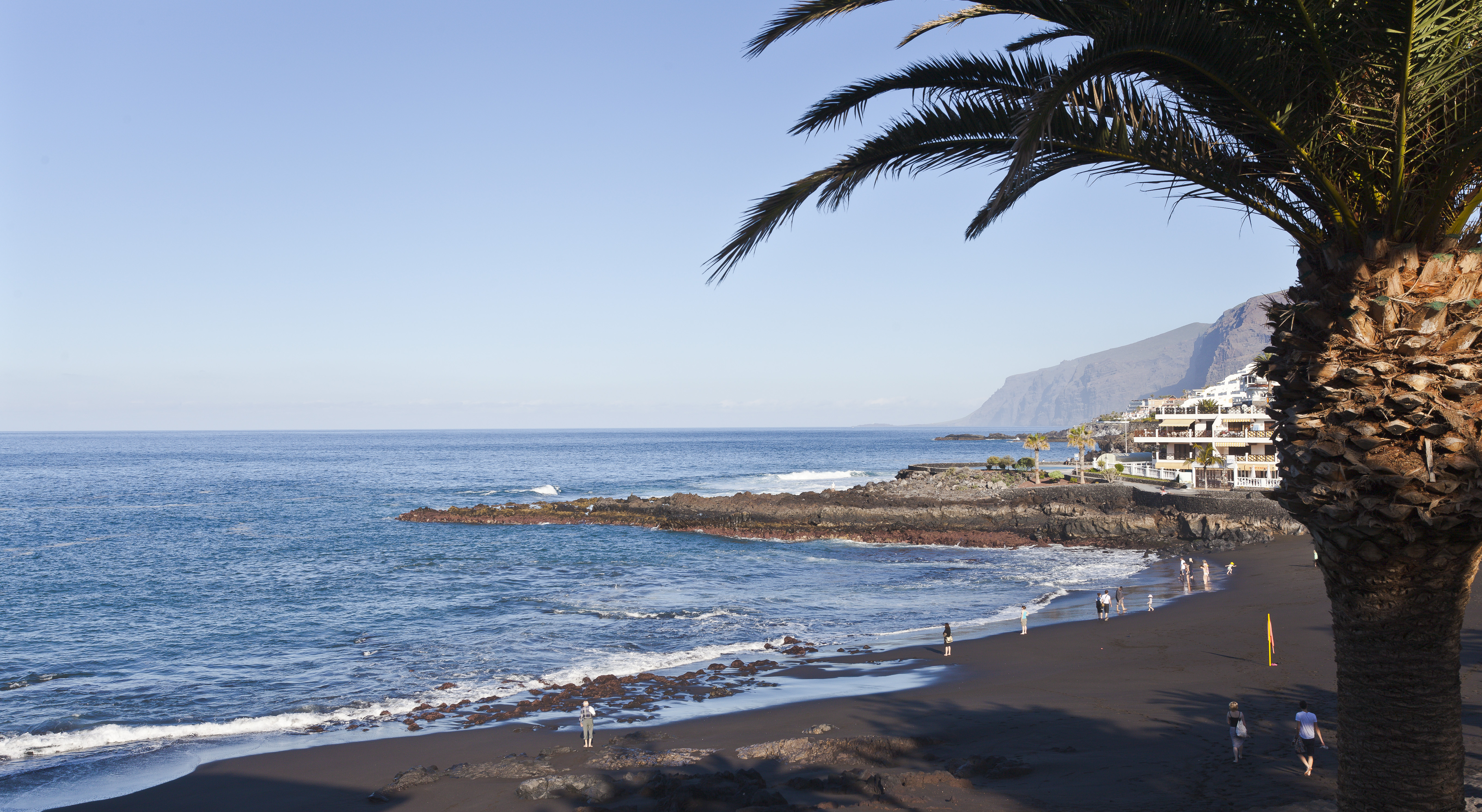
Costa.
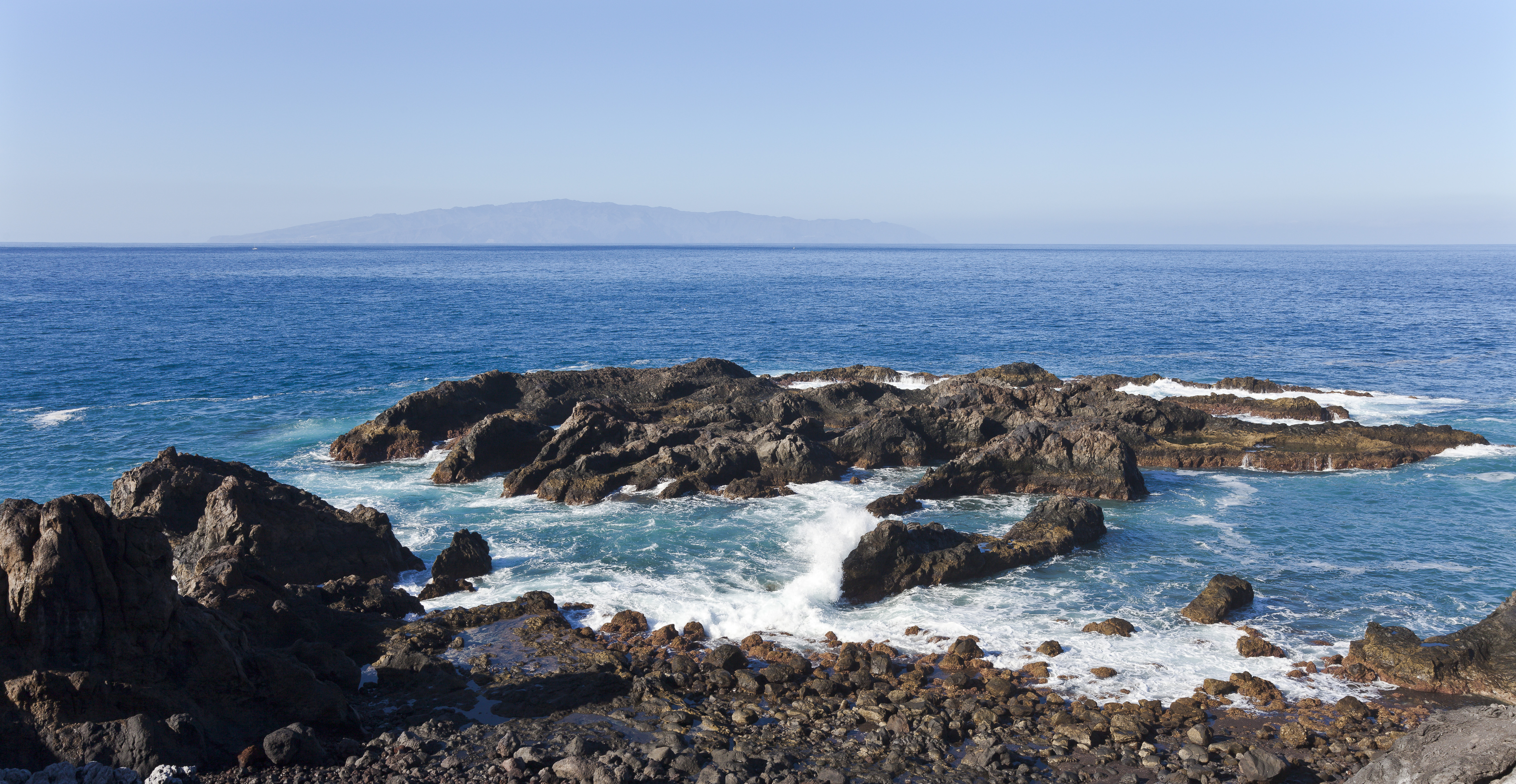
Panorámica.
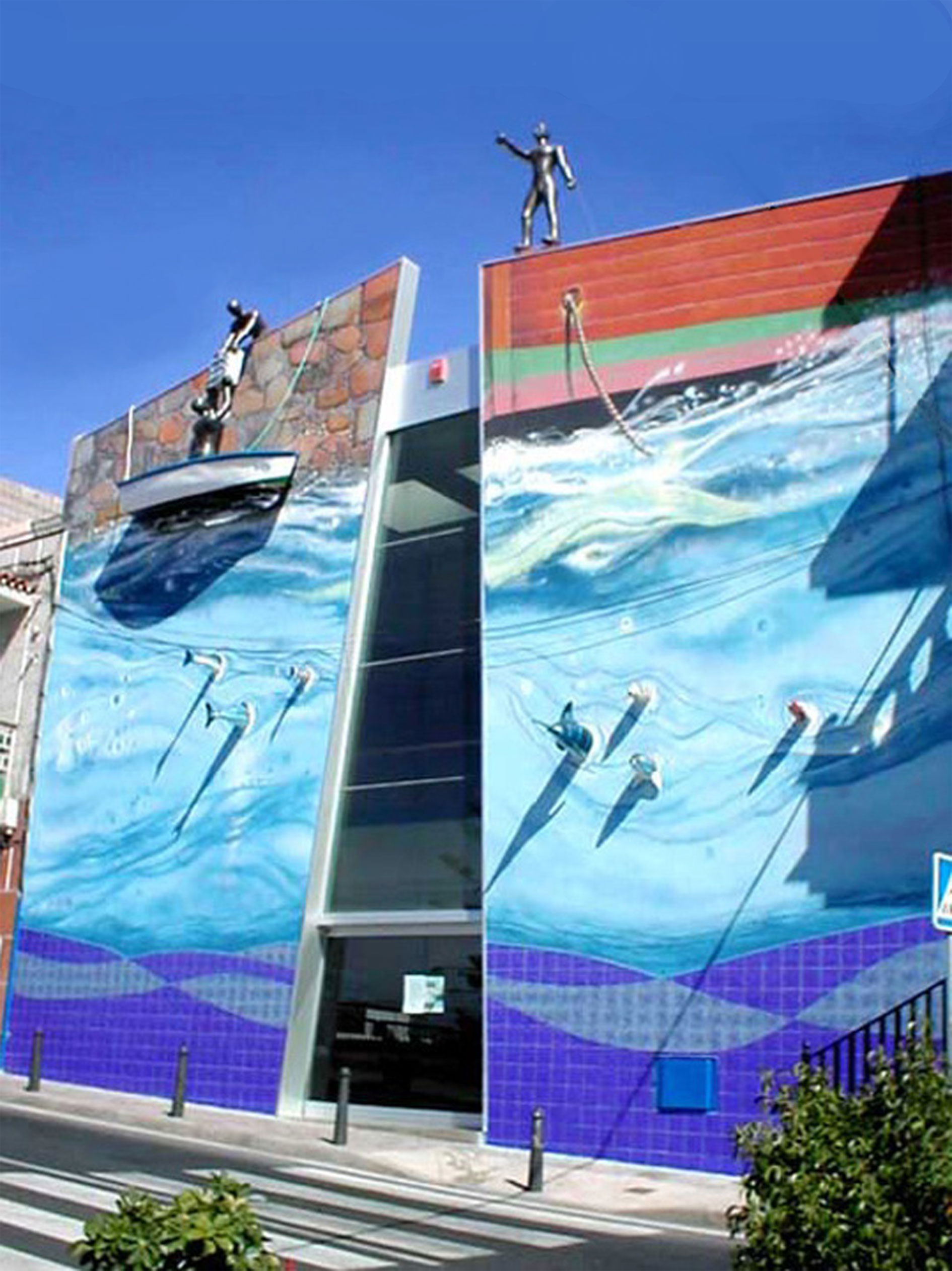
Museo del pescador decorado por Bernard Romain.